# La sombra de la muerte
La sombra de la muerte es una pintura religiosa de William Holman Hunt que une realismo y Simbolismo, en la que trabajó desde 1870 hasta 1873, durante su segundo viaje a Tierra Santa. Representa a Jesús como un joven antes de su ministerio, trabajando como carpintero en su casa. Enfatizando al Cristo Hombre, que asumió la naturaleza humana, se le muestra estirando los brazos cansado después de serrar madera. La sombra de sus brazos extendidos cae sobre un larguero de madera detrás del que cuelgan herramientas de carpintería, creando una "sombra de muerte" que prefigura la crucifixión. Su madre María está representada a su lado arrodillada de espaldas al espectador, mirando hacia la sombra, después de haber estado mirando dentro de un cofre en el que ha guardado los regalos entregados por los Reyes Magos.

## Antecedentes e interpretación
En 1850, el colega de Hunt, John Everett Millais, ya había retratado a Jesús como carpintero en ciernes ayudando a su padre cuando era niño. Este cuadro de Millais, Cristo en casa de sus padres, había sido duramente atacado por la crítica debido a la supuesta sordidez del taller. Hunt repite muchas características de la pintura de Millais, pero remarca la salud física y la musculatura de Jesús.
La representación de Hunt de Jesús como un artesano y trabajador adulto hacendoso probablemente también fue influenciada por Thomas Carlyle, quien enfatizó repetidamente el valor espiritual del trabajo honesto. También corresponde al surgimiento del cristianismo musculoso, la visión de los escritores Charles Kingsley, Thomas Hughes y otros, quienes promovieron la fuerza física y la salud, así como una vigorosa búsqueda de los ideales cristianos en la vida personal y política. Carlyle había criticado fuertemente la representación anterior de Hunt de Jesús en La luz del mundo, identificándola como una imagen "papística" porque mostraba a Jesús con ropaje real. La representación de la economía de María (al "guardar" cuidadosamente los regalos) también se ajusta al énfasis en la responsabilidad financiera de la clase trabajadora promovida por publicaciones evangélicas contemporáneas como The British Workman.
La pintura contiene un simbolismo tipológico detallado, que se refiere al significado teológico del papel y la identidad de Cristo. La ventana doble de medio arco detrás recuerda el tradicional halo en torno a la cabeza de Jesús y tiene un hueco decorativo central en forma de estrella, alusión a la estrella de Belén que señaló el nacimiento del Mesías. Las propias herramientas son una premonición de las torturas que sufrirá durante la Pasión. La plomada que cuelga del larguero por su forma y posición sugiere la iconografía del corazón de Jesús. La cinta roja de la cabeza dejada sobre el caballete, recuerda a un tiempo la futura corona de espinas y a la cinta del chivo expiatorio del Levítico, que el cristianismo ve como una prefiguración de Cristo. Un tema que Holman Hunt ya había tocado y ahora vuelve a él con un simbolismo más accesible para el público. En el alféizar de la ventana, unas granadas, otro símbolo de la pasión crística, y un rollo, muy probablemente una alusión al Antiguo Testamento, a la profecía de Isaías sobre el Mesías venidero. Todo ello puede estar relacionado con el relato de Millais contemporáneo Victoria, ¡Oh, Señor! .

## Exhibición
La pintura fue un éxito popular y fue ampliamente reproducida como grabado. Los beneficios hicieron posible la donación del original a la ciudad de Manchester en 1883. Ahora está en manos de la Galería de Arte de Mánchester.
El diarista Francis Kilvert describe una visita para ver la pintura en exhibición en 1874, un año después de su finalización. Su entrada del 27 de junio de 1874 dice: "Lamento decir que, en contra de un buen consejo y una sabia advertencia, fui a ver la imagen de Holman Hunt de La sombra de la muerte. Fue una pérdida de un buen chelín. Pensé que la imagen era teatral y detestable y deseé no haberla visto nunca".
En 1913, Lillian Williamson dirigió un ataque a la Galería de Arte de Mánchester. Ella, Evelyn Manesta y Annie Briggs esperaron hasta el cierre de la galería y luego procedieron a romper los cristales de muchas de las pinturas más valiosas, incluida "La sombra de la muerte", dos de John Everett Millais y dos de George Frederick Watts. El personal fue alertado por el sonido de vidrios rotos y las tres fueron detenidas. Williamson fue sentenciada a tres meses de prisión.

## Versiones
Hunt también pintó una versión a pequeña escala de la composición en 1873. La experta en Holman Hunt Judith Bronkhurst la describe como "más dura y nítida en apariencia que la pintura de Mánchester". Se vendió por 1,8 millones de libras esterlinas en 1994, que en ese momento fue el precio más alto pagado por una pintura prerrafaelita. Se exhibe en la Galería de Arte de Leeds.